# Sör-Lomsjöberget
Sör-Lomsjöberget är ett naturreservat i Åsele kommun i Västerbottens län.
Området är naturskyddat sedan 2009 och är 105 hektar stort. Reservatet omfattar toppen av Sör-Lomsjöberget och dess västra, norra och branta nordöstra sluttningar. Reservatet består av gammal granskog.